# Kávéházi koncert (Manet-kép)
A Kávéházi koncert Édouard Manet festménye, amely a baltimore-i The Walters Art Museum gyűjteményének része.

## Keletkezése
Manet 1879 körül festette a képet. A festmény témája tökéletesen illik Manet érdeklődési körébe, akit Charles Baudelaire a modern élet festőjének nevezett. 1878 és 1879 között számos olyan képet festett, amelyek a Boulevard Rochechouart-on működő Cabaret de Reichshoffen falai közötti életet ábrázolják. A mulatóban Manet megörökítette Párizs éjszakai életének számos gyönyörét. A Kávéházi koncert alakjait szűk térbe szorította a festő; láthatóan nincs kapcsolat közöttük. Amikor a képet bemutatták a La Vie Moderne galériában 1880-ban, többen dícsérték Manet megingathatatlan realizmusát, mások viszont a festmény nyersességét kritizálták. A képet több franciaországi tulajdonos után a Henry Walters vásárolta meg 1909-ben. Az alkotás 1931 óta a The Walters Art Museum gyűjteményének része.